# Streptococcus equi
Streptococcus equi es una especie microbiana de bacteria Gram positiva, beta hemolítica, del grupo C de Lancefield, además posee sustancias extracelulares que aumentan su poder patógeno como hemolisinas, fibrinolisinas, hialorunidasas, etc.
Causa una enfermedad de relevancia veterinaria en caballos llamada gurma (adenitis equina, paperas, distemper equino o "strangles") También es muy común el contagio de esta bacteria en seres humanos.